# إنديانابوليس 500 سنة 1932
سباق إنديانا بوليس -500 ميل 1932 أقيم في حلبة إنديانابوليس موتور سبيدواي في 30 مايو 1932 وفاز في السباق فريد فريم من فريق هاري هارتز بمتوسط سرعة 104.144 ميل/س (167.604 كم/س).
وكان أول المنطلقين لو مور بسرعة 117.363 ميل/س (188.877 كم/س).